# Железино
Железино е село в Южна България. То се намира в община Ивайловград, област Хасково. До 1934 година името на селото е Демирлер.

## История
Голяма част от населението на селата е от бежанци, прокудени от Беломорска Тракия, Мала Азия и Егейска Македония в годините след Балканските войни. С волни пожертвования е построен православен храм „Св. св. Кирил и Методий“, който по време на социалистическото управление (1944-1989) е занемарен, а след демократичните промени започва проект по възстановяването му.